# Богатый папа, бедный папа
«Богатый папа, бедный папа» (англ. Rich Dad Poor Dad) — книга, написанная Робертом Т. Кийосаки и Шэрон Лехтер в 1997 году. В ней говорится о важности финансовой грамотности, финансовой независимости и создания богатства путём инвестирования в активы, инвестирования в недвижимость, открытия и владения бизнесом, а также повышения своего финансового интеллекта (финансового IQ). На английском языке она лицензирована издательством «Techpress Inc.», а на русском языке — «Попурри».
«Богатый папа, бедный папа» написан в стиле набора притч, якобы основанных на жизни автора.

## Реакция

### Поддержка
Книга была переведена более чем на 51 язык и продана в более чем 109 странах. Общий тираж составил более 32 миллионов экземпляров. Более шести лет она находилась в списке бестселлеров New York Times, положив начало серии книг и сопутствующих товаров. Она удостоилась положительных отзывов со стороны некоторых критиков. Американская ведущая Опра Уинфри высоко оценивала книгу в своём шоу.
В 2006 году в эфире телеканала PBS KOCE была показана 55-минутная презентация Кийосаки под названием «Руководство по богатству» (англ. A Guide to Wealth), в которой он представлял основные тезисы книги «Богатый папа, бедный папа». Автор был удостоен премии PBS за достижения в области образования в 2005 году.
В 2006 году Дональд Трамп совместно с Кийосаки написал книги «Почему мы хотим, чтобы вы были богаты», «Два человека: одно послание», а также книгу «Прикосновение Мидаса: Почему некоторые предприниматели богатеют — и почему большинство не богатеет» в 2011 году.

### Критика
Писатель и консультант в области финансов Джон Т. Рид заявил, что книга Кийосаки содержит «огромное количество неверных советов, немало плохих и ни одного хорошего совета». Он назвал эту книгу «одной из тупейших книг с финансовыми советами», которую когда-либо читал. По его словам, в книге содержалось много фактических ошибок, а правдоподобность всех описанных историй он ставил под большое сомнение.
Рецензент Slate Роб Уокер назвал книгу полной бессмыслицей и сказал, что утверждения Кийосаки часто были расплывчатыми, повествование «похожим на басню», и что большая часть книги была «шаблоном самопомощи», отметив предсказуемые общие черты таких книг, которые присутствовали в «Богатом папе, бедном папе». Он также критикует выводы Кийосаки об американцах, американской культуре и методы Кийосаки.